# Зграда у улици Николе Тесле 3 у Панчеву
Зграда у улици Николе Тесле бр. 3 у Панчеву, позната и под називима "Михаљевићева кућа", "Кућа са сунчаним сатом", "Бригадиров стан" и "Ћурчинова кућа" подигнута је 1792. године. Налази се под заштитом Републике Србије као споменик културе од великог значаја.
Саграђена је за седиште Банатске војне границе, чији је командант био генерал Миховил Михаљевић, човек који је веома заслужан за урбанистички развој Панчева. Грађена је као једноспратни угаони објекат са основом у облику ћириличног слова „П“. Обликована је са стилским обележјима архитектуре 18. века и детаљима бидермајерског класицизма. Обрада фасада је једноставна, са правоугаоним прозорским отворима у профилисаним оквирима и кордонским венцем који по хоризонтали одваја приземни део од спратног. Поткровни венац је једноставне профилације, кров двоводни, нешто виши над делом зграде који је на главној улици, кровни покривач је бибер цреп. Испод прозора су парапетне плоче са правоугаоним удубљенима и лизенама са стране. Угаони део спрата украшен је квадерима. 
На јужној фасади налази се сунчани сат, а у полукружно засвођеном улазу у зграду, на таваници, медаљон са насликаним портретом генерала Михаљевића, рађеним према оригиналу Константина Данила. 
Првобитни изглед објекта измењен је адаптацијом приземног дела у локале и продавнице. Конзерваторски радови на фасади, замени кровног покривача, конзервацији сунчаног сата изведени су 1996–1998. године.